# Autostrada A38 (Portugalia)
Autostrada A38 (port. Autoestrada A38, Via Rápida da Caparica) – autostrada w środkowej Portugalii, przebiegająca przez dystrykt Setúbal.
Autostrada rozpoczyna się w Almada węzłem z autostradą  i biegnie do nadmorskiej miejscowości wypoczynkowej Costa da Caparica

## Historia budowy
| Trasa                      | Stan (2012) | Długość |
| -------------------------- | ----------- | ------- |
| Almada – Costa da Caparica | w użytku    | 6,1 km  |